# Haplocyclops neuter
Haplocyclops neuter – gatunek widłonoga z rodziny Cyclopidae. Nazwa naukowa tych skorupiaków została opublikowana w 1955 roku przez niemieckiego zoologa Friedricha Kiefera.